# Vito Raeli
Vito Raeli (* 8. Juli 1880 in Tricase; † 7. Mai 1970 ebenda) war ein italienischer Musikwissenschaftler und Musikschriftsteller. Im Hauptberuf war er als Rechtsanwalt ausgebildet.

## Leben und Werk
Er zeigte seit seiner Kindheit ein besonderes Interesse für die Musik. Seine Eltern ließen ihn eher widerwillig bei Carlo Minoli in Tricase und später in Lecce bei Giuseppe Sarno Klavierstunden und bei Carmelo Preite Unterricht in Harmonie, Kontrapunkt und Fuge nehmen. Auf Wunsch der Eltern studierte Vito Raeli in Neapel Jura und promovierte in diesem Fach 1904. Er beabsichtigte, nicht als Jurist zu arbeiten, ließ sich 1905 in Rom nieder und vertiefte dort seine Klavierfertigkeiten bei Pietro Bonaccini. Er nahm in der italienischen Hauptstadt an zahlreichen intellektuellen und kulturellen Veranstaltungen und Treffen teil und wurde zum Forscher, Dozenten, Pianisten, Konzertkünstler und Konzertveranstalter. Er wurde Mitglied und Zensor im wissenschaftlichen Gremium der Accademia Filarmonica Romana und in anderen wissenschaftlich-musischen Vereinigungen. Gleichzeitig nahm er in Form intensiver redaktioneller Arbeit an zahlreichen regionalen, nationalen und internationalen Kongressen der Musikgeschichte und der Musikkritik teil. 1911 wurde er Sekretär des Internationalen Kongresses für Musikwissenschaft. 1920 gründete er in Rom die Musikzeitschrift Rivista Nazionale di Musica und leitete diese bis zu ihrer Einstellung 1943. Gleichzeitig arbeitete er als Musikwissenschaftler und Musikfotograf mit anderen italienischen und internationalen Musikmagazinen und Musikzeitschriften wie beispielsweise dem Mailänder Vita Teatrale, der Turiner Rivista Musicale Italiana und auch mit Riemanns Musiklexikon in Mainz zusammen. Er arbeitet an dem musikgeschichtlichen Band XXII der von Giovanni Treccani ins Leben gerufenen Enciclopedia Italiana mit. Er veröffentlichte zahlreiche Monographien und Essays zu italienischen Komponisten unter anderem zu Vincenzo Ugolini.
Vito Raeli hatte im Leben mehrere persönliche Schicksalsschläge zu verarbeiten. Im Mai 1924 starb seine Frau Rosaria Virginia Maresca-Raeli im Alter von 32 Jahren nach schwerer Krankheit in Meran. Dieser Tod hinterließ vor allem für die siebenjährige gemeinsame Tochter Giselle eine bittere Lücke. Raeli zog mit seiner Tochter nach Tricase zurück. In Rom wurde der alternde Vito Raeli von einer Straßenbahn angefahren. Im Dezember 1959 starb dann seine Tochter Giselle im Alter von nur 43 Jahren. Vito Raeli konnte immer wieder diese menschlichen Niederschläge mit seiner Arbeit in der Musik überwinden. Am 17. März 1970 starb er dann in wirtschaftlich durchaus kritischen Verhältnissen im Alter von fast 90 Jahren in Tricase.

## Werke von Vito Raeli
- Collezioni e archivi romani de stampe e manoscritti musicali (Tricase, 1919, „Römische Sammlungen und Archive von Drucken und Musikhandschriften“).
- La Collezione Corsini (RMI XXV–XXVI, 1918–1919).
- Da V Ugolini ad O Benevoli Nella Cappella della Basilica Liberiana (Rom, 1920).
- Nel Secolo di Giovanni Pierluigi da Palestrina alla Cappella della Basilica Liberiana (Rom, 1920).
- Maestri compositori pugliesi (Tricase, 1928, Meisterkomponisten aus Apulien).
- Per il più compiuto abbinamento della musica e delle arti figurative (RMI XL, 1936, „Für die vollständige Kombination von Musik und figurativen Künsten“).